# Payton Wilson
Payton Wilson (Hillsborough, 21 aprile 2000) è un giocatore di football americano statunitense che milita nel ruolo di linebacker per i Pittsburgh Steelers della National Football League (NFL).

## Carriera universitaria
Wilson giocò a NC State dal 2018 al 2023. Nel corso del secondo allenamento del suo primo ritiro estivo si infortunò a un ginocchio, perdendo tutta la sua prima stagione. L’anno seguente guidò la squadra con 69 tackle. Nel 2020 fece registrare 108 placcaggi, di cui 11,5 con perdita di yard, 3,5 sack e 2 intercetti, venendo inserito nella formazione ideale dell’Atlantic Coast Conference (ACC). Nella seconda partita del 2021 subì un infortunio alla spalla che gli fece chiudere l’annata in anticipo. Nel 2023 Wilson fu premiato unanimemente come All-American e vinse il titolo di difensore dell’anno dell’Atlantic Coast Conference, il Chuck Bednarik Award e il Butkus Award.

## Carriera professionistica

### Pittsburgh Steelers
Wilson fu scelto nel corso del terzo giro (98º assoluto) del Draft NFL 2024 dai Pittsburgh Steelers. Debuttò come professionista subentrando nella gara del primo turno contro gli Atlanta Falcons mettendo a segno 3 placcaggi. La sua prima stagione si chiuse con 64 tackle, un intercetto, un fumble recuperato e 2 passaggi deviati disputando tutte le 17 partite, di cui 4 come titolare.